# Детко Петров
Детко Димитров Петров е един от най-известните писатели от българска народност от бивша Югославия. На негово име е кръстена народната библиотека в Цариброд.

## Биография
Роден е в царибродското село Пъртопопинци, Западните покрайнини. Учи в село Мъзгош и Смиловци и в гимназии в Цариброд и Пирот. Завършва южнославянска филология във Философския факултет на Белградския университет, след което живее в Босна и Херцеговина - в Сански мост и Сараево.
В Босна Детко Петров прекарва по-голямата част от своя живот. В Сански мост се оженва, а след преместването си в Сараево е приет в Сдружението на писателите на Босна и Херцеговина. Работи като учител.

## Творчество
Детко Петров пише предимно на сръбски език. Той се утвърждава като автор на по-кратки прозаични форми и на няколко романа.

### Разкази
- Граница, Књижевна заједница „Петар Кочић“ Београд, 1972
- Тихи сутон Забрђа, „Веселин Малеша“, Сарајево, 1974 („Тихият залез на Забърдиетo“)
- Смешак стрица Радована, „Свјетлост“, Сарајево, 1977 („Смехът на чичо Радован“)
- Живети исправно, „Веселин Маслеша“, Сарајево, 1982, („Да живееш почтено“)
- Ябълка край пътя, „Братство“, Ниш, 1982 (разкази, събрал и превел на български език Благой Димитров)

### Книги за деца
- Тајне сунцокрета, приче, „Свјетлост“, Сарајево, 1986 („Тайните на слънчогледа“)
- Дани велике правде, роман, „Свјетлост“, Сатајево, 1990 („Дните на голямата правда“)

### Романи
- Пуцањ у Малом Вакуфу, „Веселин Маслеша“, 1985 („Изстрел в Мали Вакуф“)
- Крилате душе, „Свјетлост“, Сарајево, 1988 („Крилати души“)

Детко Петров е автор и на недовършения роман „Завои“.
През 2006 година на български език са издадени съчинения на Детко Петров – Избрани творби: В три тома; превод от сръбски език и съставител Жела Георгиева, „Братство“, Ниш, 2006